# Викрадення Європи (Тьєполо)
«Викрадення Європи» (італ. Il ratto di Europa) — картина італійського живописця Джованні Баттісти Тьєполо (1696—1770), представника венеціанської школи. Створена у 1720–1721 роках. З 1898 року зберігається в колекції Галереї Академії у Венеції.
Картина входить до циклу з 4-х полотен, що зображують епізоди з поеми «Метаморфози» давньоримського поета Овідія, які, ймовірно, призначалися для палацу Беллуно. На цій картині зображено міф про Європу, молоду дівчину, в яку закохався Юпітер, і, перетворившись на білого бика, викрав її і приніс на острів Крит. Там Європа народила від нього трьох синів: Міноса, Радаманта і Сарпедона.
Художник розмістив сцену на фоні морського пейзажу: Європа сидить на бику-Юпітері в аристократичній позі, і зайнята туалетом за допомогою своїх дівчат і темношкірого слуги, що тримає тацю. У композиції картини Тьєполо застосовував нову концепцію простору: за щільними хмарами, що утворюють разом зі скелями широку арку, відкривається безмежний морський пейзаж, пронизаний холодним світлом. Композиція розвивається по вираженим кольоровим і світлотіновим контрастам попри деяку статичність фігур, а палітра стає світлішою і променистою, що наближена до манери Себастьяно Річчі. Образ орла на хмарі — натяк на присутність Юпітера. Поруч з птахом знаходяться путті.